# Любессе
Любессе (нем. Lübesse) — община в Германии, в земле Мекленбург-Передняя Померания.
Входит в состав района Людвигслуст. Подчиняется управлению Лудвигслуст-Ланд.  Население составляет 755 человек (на 31 декабря 2010 года). Занимает площадь 19,93 км².
Коммуна подразделяется на 3 сельских округа.